# Microserica fascipennis
Microserica fascipennis är en skalbaggsart som beskrevs av Moser 1911. Microserica fascipennis ingår i släktet Microserica och familjen Melolonthidae. Inga underarter finns listade i Catalogue of Life.